# Mike Judge

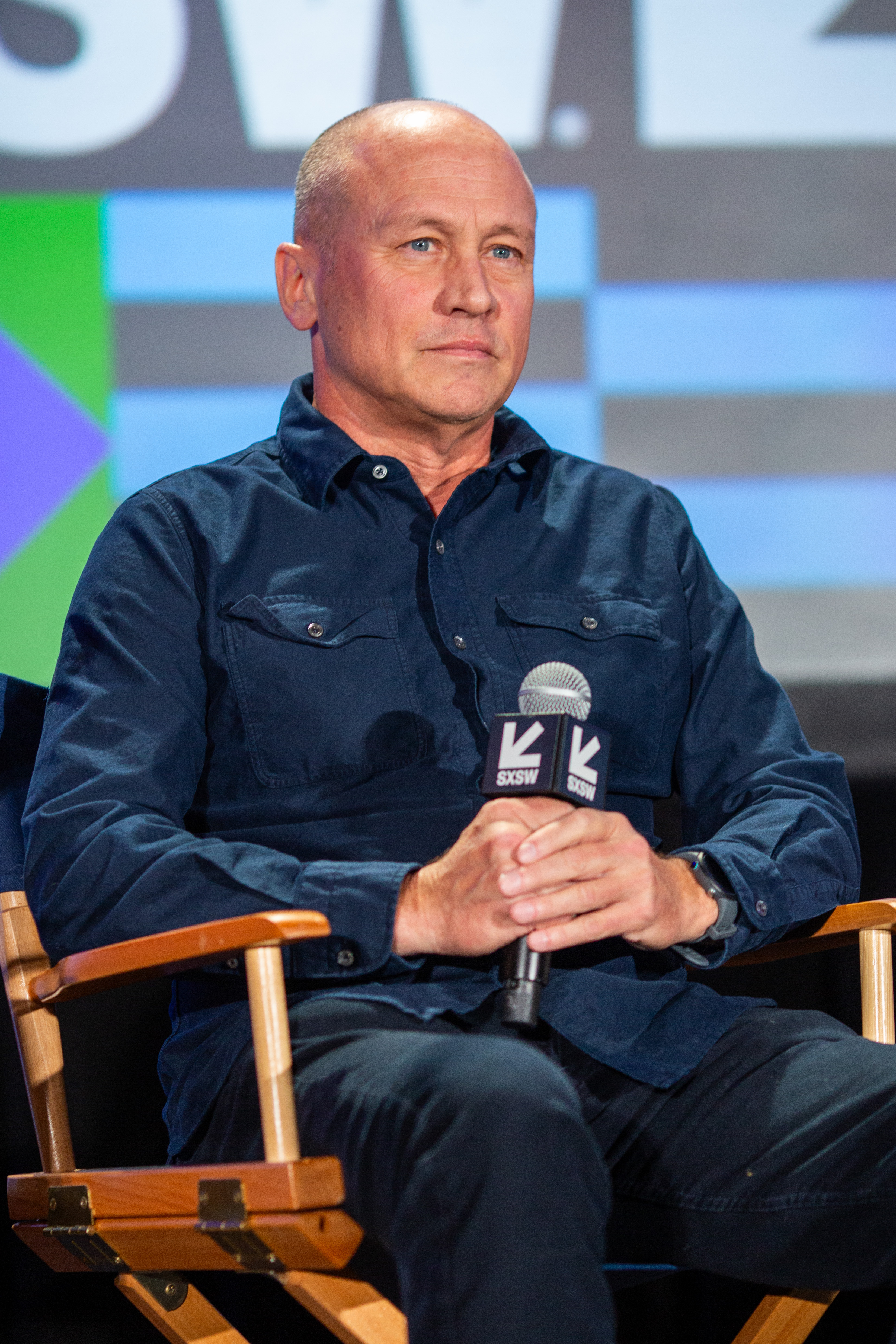
Mike Judge (2024)

Michael Craig „Mike“ Judge (* 17. Oktober 1962 in Guayaquil, Ecuador) ist ein US-amerikanischer Zeichentrickfilmer, Synchronsprecher, Drehbuchautor, Regisseur und Produzent. Bekannt wurde er vor allem als Schöpfer der Zeichentrick-Serien Beavis and Butt-Head und King of the Hill sowie der Comedyserie Silicon Valley.

## Leben
Judge ist der Sohn eines US-amerikanischen Anthropologen. Er wurde in Ecuador geboren und wuchs in Albuquerque (New Mexico) auf. Judge schaffte den großen Durchbruch durch die Erfindung der MTV-Serie Beavis and Butt-Head (1993–1997). Höhepunkt war 1996 der Kinofilm Beavis und Butt-Head machen’s in Amerika. Nach dem Ende der Serie begann er 1997, gemeinsam mit Greg Daniels für FOX die Serie King of the Hill zu produzieren, für die er auch als Synchronsprecher tätig war.
Judge war von 1989 bis 2009 mit Francesca Morocco verheiratet. Sie haben zusammen zwei Töchter und einen Sohn.

## Filmografie

### Film
Drehbuch, Regie und Produktion
- 1991: The Honkey Problem (Kurzfilm)
- 1991: Office Space (Kurzfilm)
- 1992: Frog Baseball (Kurzfilm)
- 1996: Beavis und Butt-Head machen’s in Amerika (Beavis and Butt-Head Do America)
- 1999: Alles Routine (Office Space)
- 2006: Idiocracy
- 2009: Ausgequetscht (Extract)
- 2022: Beavis and Butt-Head Do the Universe

Als Synchronsprecher
- 1991: The Honkey Problem (Kurzfilm)
- 1991: Office Space (Kurzfilm)
- 1992: Frog Baseball (Kurzfilm)
- 1994: Airheads
- 1996: Beavis und Butt-Head machen’s in Amerika (Beavis and Butt-Head Do America)
- 1999: South Park: Der Film – größer, länger, ungeschnitten (South Park: Bigger, Longer & Uncut)
- 2013: R.I.P.D.
- 2017: Sandy Wexler
- 2022: Beavis and Butt-Head Do the Universe

Als Schauspieler
- 2001: Spy Kids
- 2002: Spy Kids 2 – Die Rückkehr der Superspione (Spy Kids 2: The Island of Lost Dreams)
- 2003: Mission 3D (Spy Kids 3-D: Game Over)
- 2006: Jackass: Nummer Zwei (Jackass Number Two)
- 2007: Jackass 2.5
- 2017: Sandy Wexler
- 2018: Der Spitzenkandidat (The Front Runner)

### Serien
Als Regisseur
- 1993–1997, 2011: Beavis and Butt-Head (Zeichentrickserie, 207 Folgen)
- 2014–2019: Silicon Valley (20 Folgen)
- 2017–2018: Mike Judge Presents: Tales from the Tour Bus (Zeichentrickserie, neun Folgen)

Als Drehbuchautor
- 1993–1994: Beavis and Butt-Head
- 1997–2009: King of the Hill (Fernsehserie, zwei Folgen)
- 2009: The Goode Family (Fernsehserie, eine Folge)
- 2014: Silicon Valley (Fernsehserie, eine Folge)
- 2017–2018: Mike Judge Presents: Tales from the Tour Bus (Zeichentrickserie, drei Folgen)

Als Synchronsprecher
- 1993–1997, 2011: Beavis and Butt-Head (Zeichentrickserie, 252 Folgen)
- 1997–2010: King of the Hill (285 Folgen)
- 1997: Die Simpsons (The Simpsons, eine Folge)
- 2006: Aqua Teen Hunger Force (eine Folge)
- 2009: The Goode Family (13 Folgen)
- 2010, 2012: The Cleveland Show (zwei Folgen)
- 2011: Jimmy Kimmel Live! (zwei Folgen)
- 2013, 2019: Family Guy (zwei Folgen)

Als Executive Producer
- 1993–1997, 2011: Beavis and Butt-Head (Zeichentrickserie, 252 Folgen)
- 1997–2010: King of the Hill (285 Folgen)
- 2009: The Goode Family (13 Folgen)
- 2014–2019: Silicon Valley (Fernsehserie, 53 Folgen)
- 2017–2018: Mike Judge Presents: Tales from the Tour Bus (Zeichentrickserie, zwölf Folgen)

Als Schauspieler
- 2003: Frasier (eine Folge)
- 2020: Better Things (eine Folge)